# Mitsubishi Mirage
Mitsubishi Mirage — субкомпактный автомобиль, выпускавшийся компанией Mitsubishi Motors с 1978 по 2002 год, а также возродилось производство с 2012 года. Mitsubishi Mirage в кузовах хетчбэк, выпущенные между 1987 и 2002 годами классифицировались как малолитражные автомобили, в то время как кузов седан и универсал наряду с Mitsubishi Lancer входил в компактный класс. Кузов хетчбэк был представлен в 1988 году и дополнил уже существующий кузов седан в виде рестайлинга. Кузов купе появился на свет в 1991 году и также входил в субкомпактный класс. Модель малолитражки Mitsubishi Mirage полностью заменила Mitsubishi Colt и продавалась в период с 2002 по 2012 год.
Mirage имеет сложную историю маркетинга с разнообразными, запутанными названиями этого авто. Для внутреннего рынка Mitsubishi использовало название Mirage ко всем пяти поколениям, которые продавались в определённой розничной сети под названием Car Plaza. Рынки других стран часто использовали название Mitsubishi Colt, а варианты седана Mirage продавались под названием Mitsubishi Lancer (в том числе и на рынке в Японии).
В США и Канаде, первые четыре поколения Mitsubishi Mirage были проданы через предприятие Chrysler и носили название Dodge Colt и аналогичного Plymouth Colt. Ранее, с 1955 по 1989 год Chrysler выпускал неродственные автомобили под названием Dodge Lancer и в начале 2000-х годов предприятие хотело возобновить их производство, но благодаря тому, что с 2000 по 2004 год DaimlerChrysler контролировался компанией Mitsubishi Motors — лицензия на имя Lancer была оставлена корпорации Mitsubishi для внутреннего рынка Японии, а для выпуска автомобилей для Северной Америки оставили имя Mirage.
В 2000 году Mitsubishi представила новое поколение Mirage для внутреннего рынка, которое носило название Lancer. Автомобиль не только сменил имя, но и стал подходить в компактный класс. Затем, в 2002 году появился малолитражный пятидверный хетчбэк Mirage, который сменил имя на Mitsubishi Colt и стал массово доступен на рынке. К 2003 году производство Mitsubishi Mirage и её производные Mitsubishi Colt для внутреннего рынка Японии было полностью прекращено.
Спустя 11 лет после завершения производства, в 2012 году Mitsubishi Motors решило возобновить производство и продажи легендарного Mirage-Colt на международном уровне и произвело на свет абсолютно новое, шестое поколение Mitsubishi Colt. 

## Первое поколение (1978—1983)
Mitsubishi Mirage первого поколения
В марте 1978 года после нефтяного кризиса 1973 года, Mitsubishi Motors запустило производство переднеприводного трёхдверного хетчбэка Mitsubishi Mirage. Что было немаловажно после кризиса — он был малолитражным автомобилем с низким расходом топлива. Пятидверный хетчбэк с удлинённой колёсной базой начали производить с сентября 1978 года. Поскольку свой первый малолитражный автомобиль Mitsubishi Motors производился только для внутреннего японского рынка — большинство стран не имели доступа к автомобилю Mitsubishi Minica, а после нефтяного кризиса у корпорации Mitsubishi появилась отличная возможность вывести на рынок новую модель. Для шасси трёхдверного хетчбэка был свой код, с A151 по А153, для пятидверной версии использовался код А155 и выше.
Mirage имел на всех четырёх колёсах независимую подвеску, реечное рулевое управление, а также передние дисковые тормоза. На автомобилях изначально устанавливались силовые агрегаты Orion объёмами 1244 и 1410 куб.см, мощностью 72 и 82 л.с. (53 и 60 кВт) соответственно. Вариант объёмом 1410 см³ имел систему, позволявшую отключать цилиндры для снижения расхода топлива. Mitsubishi в марте 1979 года также был добавлен более мощный 1,6-литровый двигатель Saturn, 88 л.с. (65 кВт), модель автомобиля 1600 GT. Более спортивная модель Mirage 1400 GT Turbo, с турбированной версией 1,4-литрового двигателя мощностью 105 л.с. (77 кВт) была доступна в Японии с сентября 1982 года.
На Mirage также была впервые установлена коробка передач Super Shift, с четырьмя скоростями и вторым рычагом для включения пониженной передачи. Таким образом, фактически в одной коробке было восемь скоростей. Изначально, установка данной коробки на автомобиль не планировалось. Тем не менее, инженерам Mitsubishi пришлось использовать существующий двигатель Orion, предназначенный для установки на заднеприводных автомобилях, с его продольном расположением. В итоге, из-за привода на передние колёса, двигатель был установлен поперечно, вызвав проблему с обледенением карбюратора. Также вопрос ориентации силовых агрегатов в Mirage требовал и нетрадиционной трансмиссии. Как и на любом автомобиле, была необходима коробка передач, получавшая мощность от двигателя через сцепление, однако из-за компоновки, при прямом съёме мощности, коробка передач вращалась бы в противоположном направлении, и у автомобиля было бы четыре задних передачи вместо одной и наоборот. Для решения этой проблемы в коробке использовался дополнительный вал холостого хода. Позже, инженеры Mitsubishi вместо разработки новой пятиступенчатой трансмиссии, использовали этот вал в качестве отдельного двухскоростного редуктора, управляемым при помощи вторичного рычага переключения передач, установленного рядом с главным рычагом на месте водителя.
На многих экспортных рынках, таких как Европа и Австралия, Mirage продавался под названием Colt. В Великобритании, где уже были автомобили Colt, он был назван Colt 1200 и Colt 1400, после изменения двигателя. Chrysler занимался продажей этого поколения Mirage в Северной Америке, он был известен как Dodge Colt и Plymouth Champ. В Северной Америке эти автомобили продавались с конца 1978 по 1979 годов в трёхдверном кузове, а с 1982 года также стал доступен и пятидверный.
В феврале 1982 года произошёл фейслифтинг автомобиля Mirage. Были установлены цельные с указателями поворота фары, вышедшие в панель крыла, также сменилась решётка радиатора.
В это же время, Mitsubishi в Японии представила вариант седана с четырьмя дверьми под названиями Mirage и Lancer Fiore, который не связан с автомобилем Lancer. С августа 1982 года японские покупатели могли выбрать новый турбированный Fiore 1400GT с 1,4-литровым двигателем. Отличием 1400GT от обычной версии стали установленный воздухозаборник, другой интерьер, форсированные подвеска, тормоза и рулевое управление. Производство первого поколения завершилось в октябре 1983 года.
Автомобиль после фейслифтинга, с 1982 года до конца 1989 года, собирался Mitsubishi Motors в Австралии как Colt. Эта модель также малыми партиями экспортировалась в Новую Зеландию с конца 1980-х годов. В Новой Зеландии компанией Todd Motor Corporation также собиралась полноразборная модель под названием Mirage Panther.

## Второе поколение (1983—1987)
Mitsubishi Mirage второго поколения
Производство второго поколения автомобиля Mirage компании Mitsubishi в Японии стартовало в 1983 году. Среди моделей, по-прежнему, было деление на трёх- и пятидверный хетчбэк, четырёхдверный седан, и модель Lancer Fiore (4-дв. седан). Версия универсал появилась в 1985 году, на который с осени 1986 года стал доступен полный привод, и 1,8-литровый бензиновый двигатель. На многих экспортных рынках хетчбэк продавался как Mirage или Colt, а седан и универсал обычно под маркой Lancer. Универсал стал очень популярным как в коммерческом, так и в частном секторе и за рубежом, и в Японии.
Со вторым поколением пришли и форсированные двигатели: 1,3 и 1,5-литровые бензиновые двигатели Orion заменили предыдущие двигатели объёмом по 1,2 и 1,4 литра. Mitsubishi также выпущены варианты бензиновых моторов Sirius, объёмом 1,6 и 1,8 литров, и 1,8-литровый дизельный мотор Sirius. У 1,6-литрового двигателя Sirius также был турбированный вариант мощностью 105—125 л.с. (77-92 кВт), оснащённый на тот момент новейшими технологиями компьютерного управления двигателем, включая электронные системы впрыска топлива. Мощность двигателей различались для автомобилей с катализаторами, или для рынков с топливом, имевшим более низкое октановое число. Некоторые европейские рынки получили меньший, 1,2-литровый двигатель мощностью 55 л.с. (40 кВт).
В начале 1986 года автомобиль получил мягкие косметические изменения, наряду с вводом некоторых новых вариантов двигателей для внутреннего японского рынка. Одновременно с этим обновилась и трансмиссия.

### Экспорт
Mirage был доступен в Европе в следующих версиях:
- Colt 1200 EL или GL — трёхдверная версия
- 1300 GL, 1500 GLX — трёх- или пятидверная версия
- 1800 GL — дизельная пятидверная версия
- Lancer — седан, с аналогичным уровнем отделки салона модели хетчбэк (но без двигателя 1200)
- 1500 GLX, 1800 GL — дизельный универсал

Некоторые рынки также получили 4WD Wagon (полноприводный универсал) с большим 1,8-литровым двигателем, хотя 4WD с дизельным двигателем оставались доступными только для японских покупателей. Версии, оснащённые каталитическими нейтрализаторами впервые стали доступны в Европе в 1985 году, одновременно с появлением универсалов.
Mitsubishi Mirage не продавался в США до 1985 года. Причиной тому был отказ на лицензирование автомобиля Mirage для эксплуатации в США, так как аналогичная лицензия принадлежала одноимённой серии гоночных автомобилей Mirage. Брендированные модели Dodge и Plymouth Colt изначально появились в трёхдверном (модели E, DL и RS Turbo), четырёхдверном (модели DL и Premier) и пятидверном кузовах (модели Е и доступный в Канаде DL). Седан E заменил пятидверную модель в 1986 году, также в 1987 году появился универсал. Непосредственно компанией Mitsubishi на экспорт в Северную Америку отправлялись автомобили Mirage в трёхдверном кузове, в качестве пятидверной модели компанией Chrysler предлагался автомобиль Dodge Omni.
В Новой Зеландии коммерческая версия универсала, известная как Mitsubishi Express, пришла на смену более ранней модели, основанной на Galant Sigma. Двухместные коммерческие универсалы продавались также в Нидерландах под названием «Mitsubishi Wagon», в то время как более оснащённая пассажирская версия называлась Lancer Station Wagon. Так как в последующих поколениях Colt/Mirage не было версий универсала, производство этих автомобилей продолжались до 1991 года.
В 1983 году Таиланде компанией Mitsubishi выпускались модели трёхдверный хетчбэк и седан с 1,3- и 1,5-литровыми двигателями, известные как Mitsubishi Champ. В дальнейшем серия была переименована в Mitsubishi Champ II и Champ III. Производство Champ закончилось только в 1994 году.
Четырёхдверный седан лёг в основу малайзийского Proton Saga. Похожие автомобили выпускались в период с 1985 по 2008 годы.

## Третье поколение
Mitsubishi Mirage третьего поколения
В октябре 1987 года в Японии Mitsubishi было представлено третье поколение Mirage, получившее округлый кузов. Базовой моделью стал трёхдверный хетчбэк с вертикальной задней дверью. Седан, выпускаемый в Японии с января 1988 года отличался почти вертикальным задним стеклом. Модельный ряд был дополнен пятидверным хетчбэком в июне 1988 года. Варианта универсал не появилось, Mitsubishi продолжал выпуск этого кузова в предыдущем поколении до четвёртого поколения.
В автомобилях третьего поколения устанавливались бензиновые двигатели Orion объёмом 1,3 и 1,5 литров, а также двигатели Saturn объёмом 1,6 и 1,8 литров. Специально для Греции, был доступен двигатель Orion объёмом 1,2 литра, мощностью 65 л.с. (48 кВт). 1,8-литровый дизельный Sirius также перешёл от предыдущего поколения. В Японии также была доступна полноприводная версия, оборудованная карбюраторным 1,5- или инжекторным 1,6-литровыми бензиновыми моторами, либо 1,8-литровым дизелем. В Японии автомобили Mirage, имевшие 1,6-литровый мотор с турбонагнетателем (145 л.с., 107 кВт), называли «киборгами». Третье поколение получило незначительный фейслифтинг в 1990 году.
Европейские версии Mirage третьего поколения включали: 1300 GL, 1500 GLX, 1600 GTi, и 1800 GTi 16v, трёхдверный Colt, седан и лифтбек Lancer. Mitsubishi распространяла Colt «van» на европейском рынке, так как трёхдверный кузов не имел задних боковых окон, что уменьшало величину налога.
Так как в Австралии до сих пор производилось первое поколения как Colt, все типы кузова третьего поколения продавались на этом рынке под названием Lancer. Изначально, автомобили для Австралии указывали на серию CA, представленную в 1988 году, обозначение CB было принято после фейслифтинга 1990 года. Лифтбек продолжал продаваться в Австралии совместно с четвёртым поколением Mirage-Lancer (CC) с 1992 по 1996 год. Переходному лифтбеку было дано такое же обозначение модели CC.
Североамериканские трёхдверные и седаны Mitsubishi Mirage продавались с 1989 по 1992 годы. В США также продавались и Dodge и Plymouth Colt (только трёхдверные), и Eagle Summit. В Канаде, седаны Dodge и Plymouth предлагались под брендом Mitsubishi. Для обозначенных версий как Mitsubishi, топовый хетчбэк имел 1,6-литровый турбированный рядный четырёхцилиндровый двигатель 4G61T мощностью 135 л.с. (101 кВт). Для 1991 модельного года, 1,5-литровые 4G15 двигатели с новой 12-клапанной головкой (по три клапана на цилиндр) выдавали мощность 81-92 л.с. (60-69 кВт). Мощность новых седанов GS с 1,6-литровым 4G61 составляла 123 л.с. (92 кВт), в стандарте также устанавливалась 4-ступенчатая автоматическая трансмиссия.

## Четвёртое поколение
Mitsubishi Mirage четвёртого поколения
В октябре 1991 года, наряду с связанным Lancer, на японском рынке было представлено четвёртое поколение Mirage. В США он продолжал занимать класс субкомпактных автомобилей. По сравнению с предыдущим поколением, новый Mirage получил более округлые формы кузова — становившиеся популярными среди автомобилей в начале 1990-х годов. Как и раньше, японская линейка Mirage включала трёхдверный хетчбэк (теперь называемый Mirage Cyborg) и седан, плюс новый кузов-купе Asti. Вариант Lancer продавался в Японии в кузовах седана и с мая 1992 года, в кузове универсал, названный Mitsubishi Libero. Универсал Lancer продавался до 2003 года на рынках Австралии и Новой Зеландии. Универсал до сих пор продаётся как модель 2012 года в Белизе, однако с 2013 года модели больше не предлагаются на сайте.
В отличие от предыдущих поколений, на японском рынке Lancer имел большее число моделей, по сравнению с Mirage. Mirage имел спортивный внешний вид, конический капот, эллиптические фары и с очень узкая решётка.
С этого поколения и дальше выбор силовых агрегатов был обширный. Самым распространённым стал передний привод, были также модели с полным приводом. Двигатели имели объём: атмосферные бензиновые рядные четырёх-цилиндровые от 1,3 до 1,8 литров, бензиновые турбированные 1,8-2,0 литров, дизельные двигатели 1,8-2,0 литров. Стал доступен бензиновый V6, имеющий объём всего 1,6 литров, что делает его самым маленьким двигателем V6 массового производства. 1,8-литровый турбированный рядный четырёхцилиндровый двигатель мощностью 197 л.с. (145 кВт) устанавливался на «Lancer GSR», и с сентября 1993 года, лёг в основу устанавливавшегося на Lancer Evolution I двигателя 4G63 объёмом 2,0 литра от успешного раллийного автомобиля Galant VR-4. Для стандартного Lancer, двигатель 4G63 имел турбированный вариант только в США, но он был популярен только до выпуска электрической версии Evolution I. Электромобиль был выпущен в Японии под названием «Lancer Libero EV», он использовал никель-кадмиевые батареи.
Версии этого поколения для австралийского рынка были выпущены в конце 1992 года и официально назывались CC серией Lancer. Покупатели имели выбор среди кузовов: купе (доступен в комплектациях GL и GLX), седан (GL, Executive, и GSR) и универсал (Executive). Пятиступенчатая механическая коробка передач вошла в стандартную комплектацию. Для всех вариантов, за исключением GSR, были доступны автоматическая трёхскоростная (купе и седан) и четырёхскоростная для оставшейся части модельного ряда. Купе GL и седан имели карбюраторный 1,5-литровый двигатель, на остальной части серии устанавливался 1,8-литровый инжекторный двигатель. Все двигатели, за исключением двигателя для GSR, имеют один распределительный вал верхнего расположения; GSR оснащён двумя верхними распределительными валами, а также турбокомпрессором и промежуточным охладителем (интеркулером).
В США это поколение было запущено с 1993 модельного года, во всех вариантах, представленных в это время в Японии. Автомобили в США и Канаде продавались как Dodge/Plymouth Colt. Пяти-ступенчатая механическая коробка передач была стандартной, хотя имелась возможность установки автоматической коробки на всех моделях кроме купе S. Mitsubishi сохранил базовый 1,5-литровый двигатель 4G15 от предыдущего поколения мощностью 92 л.с. (69 кВт), однако на седанах ES и LS устанавливался новый 1,8-литровый двигатель 4G93 мощностью 113 л.с. (84 кВт). Для автомобилей 1994 модельного года, Mitsubishi представила подушку безопасности водителя, седан LS потерял дополнительные антиблокировочные тормоза, а купе LS получил 1,8-литровый двигатель, ранее устанавливавшийся исключительно на седанах.
Mitsubishi предоставил компании Proton из Малайзии лицензию производство автомобилей с дизайном четвёртого поколения. Так, модель седана под маркой Proton Wira производился с 1993 по 2007 годы, и пятидверный хетчбэк Proton Wira (1994—2004). Малайзийское производство других моделей началось позже: трёхдверная Proton Satria (1995—2005) и купе Proton Putra (1995—2000 и 2004—2005). Proton позже был разработан вариант купе, который был реализован в 2002 году как Proton Arena, производство которой длилось до 2010 года.

## Пятое поколение (1995–2003)
Mitsubishi Mirage пятого поколения
Пятое поколения Mirage было представлено в Японии в октябре 1995 года, оно представляло собой рационализированную линейку после экономического пузыря в Японии. Было три кузова, это трёхдверный хетчбэк и седан, затем в декабре 1995 года появилось двухдверное купе (Asti). В то время как седан немного увеличился в размерах, купе незначительно уменьшило габариты. У автомобилей Lancerони сменилась крышка багажника, передние указатели поворота и решётка. По прежнему продолжился выпуск универсала предыдущего поколения, в пятом поколении он не обновился. В то время, как в Японии седан продаётся как Lancer, на экспортном рынке и седаны, и купе называли Mirage и Lancer. Между 1995 и 2004 годами, автомобилем Mitsubishi Carisma были вытеснены седаны на некоторых европейских рынках.
В 1997 году произошёл незначительный фейслифтинг. Седан Lancer получил новую решётку радиатора и видоизменённые фары для яркого отличия от Mirage. На купе и седане были изменены задние фонари, а на трёхдверных автомобилях изменился передний бампер, под большую решётку. В 1997 году, в Японии стал доступен оформленный в классическом стиле трёхдверный хетчбэк Mirage, под маркой Mirage Modarc. Modarc имел хромовую решётку, боковые зеркала, дверные ручки, хромовые полосы на бампере, противотуманные фары и дополнительные литые диски. В 2001 году, на ограниченных рынках, модели на платформе Mirage получили хромированные вставки в решётку.
Европейская трёхдверная серия модели CJO в этом поколении продавалась между 1995 и 2001 годами как Colt. Седаны и универсалы продавались как Lancer.
В США пятое поколение Mirage появилось с 1997 модельного года и было доступно в кузовах седан и купе. 1,5- 4G15 и 1,8-литровые двигатели остались с предыдущего поколения. 1998 модельный год принёс более сильный стартер и аккумулятор; 1999 внёс незначительный фейслифтинг. В 2000 году Mitsubishi добавлено стандартное оборудование, плюс стандартизация 1,8-литрового двигателя для седанов DE; анти-блокировочная тормозная система была исключена из списка опций. Mitsubishi переименовал седан DE в ES для 2001 модельного года. Седаны Mirage сменились следующим поколением Lancer в 2002 году, хотя в Северной Америке купе задержался до 2002 года. Производство седанов Mirage 1999 модельного года было значительно снижено из-за большого спроса на Eclipse; собрано 4783 автомобилей Mirage DE (Deluxe Edition) и 3829 седанов Mirage, экспортных для этого модельного года.
В Австралии это поколение продавалось с 1996 по 2003 году, как CE серия. Как и предыдущее поколение, эта модель была доступна в кузовах купе или седана (как Lancer), и как трёхдверный Mirage. Универсал Lancer остался как модель CE, несмотря на фейслифтинг в предыдущем поколении. К закату поколения, Mitsubishi было представлено несколько ограниченных серий (на основе GLi), для того, чтобы оставаться конкурентоспособными на рынке. Особенностями ограниченных серий стали спортивный стиль и интерьер, легкосплавные диски, обвесы. Несмотря на введение нового поколения седанов Lancer в Австралии в 2002 году, производство CE окончилось в 2003 году, включая седан, который оставался в качестве основного GLi. Купе был доступен с оснащением GLi и MR.
В Венесуэле эта серия появилась в 1996 году как Lancer, где он продавался до 2004 года. После этого, когда новый Lancer вышел на рынок, местное производство старого седана началось под названием Mitsubishi Signo. Существовали варианты Signo GLi (1,3-литров), и "Plus" и "Taxi" (1,6-литров).
В Индии эта серия собиралась с июня 1998 года как Lancer, на производстве Hindustan Motors. Были доступны модели седана LX с двигателями 1,5-литра бензин или 2,0-литра дизель.

### Mitsubishi Colt
Когда Mitsubishi было представлено новое независимое поколение Lancer в 2000 году, производство прежнего Mirage на базе седана в Японии завершилось, хотя на экспорт производство продолжалось. Пятидверный хетчбэк Colt в 2002 году заменил хетчбэк Mirage, несмотря на то, что последний является трёхдверным. Среди двигателей для Colt предлагались 1,1-литровый трёхцилиндровый, а также 1,3-, 1,5- и 1,6-литровые бензиновые рядные четырёхцилиндровый со стандартной пятиступенчатой и автоматической бесступенчатой трансмиссией (как опция).
Продаж на экспортных рынках не осуществлялось до 2004 года, с выходом производства модели за пределы Японии. Европейские модели включали трёхдверный и пятидверный кузова, а также кабриолет с убирающейся жёсткой крышей. Они собирались в Нидерландах и Италии.
Производство Colt закончилось в 2012 году, когда произошёл возврат к названию Mirage. У обновлённой модели Mirage акцент был поставлен на снижение цены и увеличение присутствия Mitsubishi на развивающихся рынках.

## Шестое поколение (с 2012 года)
Mitsubishi Mirage шестого поколения

### Хетчбэк
Colt был обратно переименован в Mirage в 2012 году. Концепт-кар шестого поколения был представлен на Женевском автосалоне 2011 года, серийный автомобиль был показан на Токийском автосалоне 2011 года. На некоторых европейских рынках использовалось название Mitsubishi Space Star.
Автомобили Mirage строились в Таиланде, на заводе Laem Chabang. Поставки в Японию начались с июля, в Австралию с января 2013 года.
В дизайне Mirage, целью Mitsubishi было сделать автомобиль недорогим, экономичным и экологичным.
«Кропотливые усилия по снижению массы», в том числе использование высокопрочной стали в кузове, привело к тому, что на некоторых рынках автомобиль стал самым лёгким в своём сегменте. В Северной Америке он является самым лёгким четырёхдверным доступным автомобилем (легче только двух-местный Smart Fortwo).
Другой целью доработок было снижение аэродинамического сопротивления. В результате автомобиль получил самый низкий коэффициент аэродинамического сопротивления в своём классе: в зависимости от трансмиссии и опций, значение коэффициента находится между 0,27 и 0,31.
Результаты теста ASEAN NCAP праворульного пятидверного хетчбэка в 2013 году:
| Тест                             | Оценка                                                    |
| Безопасность взрослых пассажиров | 4 из 4 звёзд · 4 из 4 звёзд · 4 из 4 звёзд · 4 из 4 звёзд |
| Безопасность детей               | 43 %                                                      |

#### Рынки
Ранняя японская модель имела литровый 3-цилиндровый двигатель с Auto Stop & Go (AS&G), трансмиссию CVT, колёса 165/65R14. Этот автомобиль для японского рынка имел расход 27,2 км/л в цикле JC08, цена на него составляла ¥1 млн.
Для тайского рынка модель была представлена на Бангкокском автосалоне 2012 года. Продажи в Таиланде стартовали 28 марта 2012 года. Эта модель оснащалась 1,2-литровым 3-цилиндровым двигателем с системой start-stop, и CVT или механической трансмиссией.
На Филиппинах Mirage появился в середине 2012 года в четырёх различных вариантах, GLX (базовая версия) и GLS (топовая модель) доступные с механической 5-ступенчатой или CVT трансмиссией. Все модели имели 1,2-литровый двигатель. В конце 2013 года версия-седан, обозначенная как G4, была добавлена в линейку, как и хетчбэк, была доступна в четырёх вариантах. В первый год продаж, Mirage стал шестым самым продаваемым автомобилем в стране и самым продаваемым хетчбэком.
Версия для Северной Америки была представлена на Международном салоне в Монреале в 2013 году. Автомобиль продавался как Mirage в США и Канаде в течение 2014 модельного года. Эти модели имели 1,2-литровый трёхцилиндровый двигатель MIVEC, 5-ступенчатую механическую или CVT трансмиссию, выбор восьми цветов кузова (Kiwi Green, Thunder Gray, Sapphire Blue, InfraRed, Cloud White, Starlight Silver, Plasma Purple, и Mystic Black).
На автосалоне в Монреале в 2016 году Mitsubishi был показан хетчбэк Mirage 2017 модельного года, а также Lancer и RVR.

#### Фейслифтинг
На автосалоне в Лос-Анджелесе 2015 года, Mitsubishi показала Mirage 2016 года, получивший фейслифтинг. Автомобиль получил новый дизайн передней части, в фары включены дневные ходовые огни LED, и LED задние фонари. Результатом изменений стал коэффициент сопротивления 0,27. К тому же, в подвеске Mirage сменились амортизаторы, пружины, были форсированы тормоза (дисковые спереди, барабанные сзади). В интерьере сменилось рулевое колесо (появилась система HVAC), система сенсорного экрана, интерфейс CarPlay от Apple и настройка звука 300W Rockford Fosgate.

#### Отзывы
Mirage был встречен негативными отзывами в Европе, Австралии и Северной Америке. Мэтт Джонс из журнала Top Gear оценил автомобиль на 2 балла из 10, комментируя это
...это действительно, глубоко ужасно. Рулевое управление медленно и туманно. Широкий разворот. Уровней сцепления не существуют. Каждая кочка раздражает в дороге и передается непосредственно на заднюю часть. Это непростительно шумно. Черт, здесь так сильно провисает рулевое управление, что вы не можете сказать, куда направлены колеса...
 Top Gear также определил Mirage в свой список «Худшие автомобили вы можете купить прямо сейчас» Журнал What Car? дал автомобилю две звезды из пяти, цитируя это. 
автомобиль шумный, и многие его конкуренты лучше ездят. Интерьер чувствуется дешевым, есть ограниченные регулировки сидения для водителя, Mitsubishi имеет неутешительный рекорд удовлетворенности клиентов
 Британский журнал Auto Express также оценил Mirage на две звезды из пяти, комментируя это
расплывчатый руль и (бедное оснащение), в то время как интерьер выглядит дешево. Для такого автомобиля большая цена, не хватает изысканности и практичности лучших автомобилей в классе
 Журнал «Car» также дал автомобилю две звезды из пяти, упоминая его шумность, и указывая на более совершенных собратьев по классу. The Guardian дали автомобилю в рейтинге Cool Factor всего 3 балла из 10, комментируя это
рукояти и углы как словно чертова медуза
 Питер Андерсон из The Motor Report дал две с половиной из пяти звезд, комментируя это
ни лучший, ни худший в своем сегменте, но ближе к последнему
 Mirage занял третье место в списке 100 худших автомобилей сайта Edmunds.com. Consumer Reports определило Mirage среди 10 худших автомобилей 2013 года.

Mirage стал «2012-2013 Car of the Year» от Car Awards Group на Филиппинах. Top Gear Philippines оценила автомобиль на 18 баллов из 20, говоря, 
Для одного человека или молодой пары это бюджетный вариант, Mirage остается выгодным в городе
В Дании Space Star дало, в основном, положительные отзывы, здесь он стал пятым самым продаваемым автомобилем в январе-февраля 2015 года.
Mirage по версии журнала Forbes вошел в список 12 Greenest Cars of 2014, и был одним из двух не-гибридных транспортных средств в списке.
| Модель                 | Годы        | Объём/конструкция                                   | Мощность, момент при об/мин                |
| ---------------------- | ----------- | --------------------------------------------------- | ------------------------------------------ |
| GL, GLX, GLS, GLS Ltd. | с 2012 года | 1193 куб.см, рядный 3-цилиндровый (DOHC MIVEC 3A92) | 78 л.с. (57 кВт) при 6000, 100 Нм при 4000 |
| E, M, G                | с 2012 года | 1.0 л, рядный 3-цилиндровый (DOHC MIVEC 3A90)       | 69 л.с. (51 кВт) при 6000, 86 Нм при 5000  |

### Седан
Версию седан называют Mitsubishi Attrage, Mitsubishi Mirage или Mitsubishi Mirage G4. Производимый с 2013 года, он базируется на хетчбэке, хотя имеет свои задние двери и багажник, а также измененный перед. Собирается Mitsubishi на заводе Laem Chabang в Таиланде. Автомобиль был первым производимым концептом, названным на Бангкокском автосалоне 2013 года как Concept G4 sedan. Как и хетчбэк, седан имел 1,2-литровый двигатель.
В соответствии с Masaaki Yamada, старшего советника на Mitsubishi Motors Philippines, автомобиль будет использовать название G4 Mirage в филиппинском рынке, так как Attrage имеет негативный оттенок в филиппинском языке. «Attrage» звучит похожим на atras, с филиппинского переводится как «идти в обратном направлении». The Mirage G4 представлен дилерами на Филиппинах в октябре 2013 года.
В Мексике, Attrage продавался под названием Dodge Attitude, заняв место Hyundai Accent (RB) с января 2015 года.
Mitsubishi Motors объявили о доступности седана Mirage G4 для продажи на американском рынке с весны 2016 года в качестве модели 2017 года.

### Безопасность
| Euro NCAP                                                  | Euro NCAP | Euro NCAP | Euro NCAP             |
| ---------------------------------------------------------- | --------- | --------- | --------------------- |
| · общий рейтинг                                            |           |           |                       |
| 90%                                                        | 72%       | 73%       | 55%                   |
| взрослый пассажир                                          | ребёнок   | пешеход   | активная безопасность |
| Протестированная модель: Mitsubishi Mirage 1.2, RHD (2013) |           |           |                       |